# NICAP
Il National Investigations Committee On Aerial Phenomena (o NICAP) fu un gruppo di ricerca civile sul fenomeno Ufo attivo negli Stati Uniti dal 1950 al 1980.

## Panoramica
Il NICAP era una organizzazione non-profit, che, a causa dell'incompetenza finanziaria di alcuni suoi dirigenti, si trovò più volte, nel corso della sua esistenza, sull'orlo del fallimento. Solo nel corso degli anni sessanta, grazie ad un cospicuo incremento dei membri, il NICAP poté contare su una solida base finanziaria. Nonostante queste problematiche interne, il NICAP fu con tutta probabilità il gruppo più attivo e visibile di cittadini statunitensi impegnati nella ricerca ufologica, e probabilmente venne considerato, da diversi settori dell'opinione pubblica, un'organizzazione credibile e rispettabile; Jerome Clark scrisse che "Per molti americani della middle-class interessati al fenomeno UFO, ma che non accettavano estremizzazione, il gruppo rappresentava un serio e attendibile forum per scambiarsi i rapporti, le analisi, le speculazioni e le investigazioni di tutto il fenomeno ufologico".
Il NICAP utilizzava metodi di investigazione scientifica per documentare gli avvistamenti UFO, ma ha sempre assunto posizioni scettiche sul contattismo, riguardo a racconti di incontri con alieni, al cosiddetto fenomeno delle abduzioni e via dicendo. La presenza, come membri, di ufficiali militari di gradi elevati, concorse a elevare ulteriormente la rispettabilità del gruppo. Nel corso delle sue indagini, il NICAP avanzò il sospetto che il governo americano adottasse una forma di cover up sulla reale esistenza del fenomeno UFO.
Nonostante vi sia il pregiudizio che gruppi di ricerca ufologici attraggono un cospicuo numero di persone entusiaste ma ingenue, l'astronomo Allen Hynek ha citato il NICAP e l'APRO come i due migliori gruppi di civili del loro tempo, in grado di decifrare lucidamente, attraverso persone serie e competenti il fenomeno ufo, e di dare un valido contributo alla materia. Fino alla metà degli anni sessanta, il NICAP riservava poca attenzione al fenomeno degli incontri ravvicinati del terzo tipo (dove, presumibilmente, esseri animati venivano avvistati assieme ad oggetti volanti non identificati). Tuttavia un membro di lunga data Richard H. Hall, privatamente confidò che questa posizione era in realtà "tattica e non dottrinaria".
In altre parole, il NICAP non necessariamente si disinteressava di tali rapporti, ma si focalizzava principalmente su aspetti del fenomeno UFO più interessanti per l'opinione pubblica, e meno per i fenomeni considerati più stravaganti. L'eccessiva attenzione riservata ai contattisti degli anni cinquanta (definiti tipicamente come fratelli dello spazio) fu quasi certamente uno dei fattori della riluttanza del NICAP nell'analizzare troppo da vicino tali rapporti. Ma il NICAP sciolse le sue riserve con il caso di Lonnie Zamora, uno dei più attendibili casi incontri ravvicinati del terzo tipo, avvenuto nel 1964.

## Storia

### Anni cinquanta
Il NICAP venne fondato il 24 ottobre, 1956 dal fisico Thomas Townsend. Il consiglio di amministrazione comprendeva diverse e importanti personalità, tra cui Donald Keyhoe, Maggiore dell'USMC, un corpo della Marina statunitense, ed il Contrammiraglio Delmer S. Fahrney.
All'inizio del gennaio 1957, tuttavia, Brown mostrava una tale incompetenza finanziaria, che il consiglio di amministrazione chiese le sue dimissioni, ed elesse nuovo presidente Delmer Fahrney, il quale annunciò in una conferenza stampa del 16 gennaio 1957 che gli UFO erano oggetti volanti sotto il controllo di esseri intelligenti, ma che non avevano origine né statunitensi, né sovietiche. La conferenza stampa ricevette dall'opinione pubblica maggior attenzione, grazie soprattutto all'autorità e al carisma di Fahrney. Nell'aprile del 1957, Fahrney rassegnò le dimissioni, a causa di problemi personali. Si scoprì più tardi che sua moglie era seriamente ammalata.
Inoltre Fanhey era preoccupato dei pettegolezzi e del ridicolo che il suo interesse per l'ufologia generava fra i suoi pari di grado nell'ambiente militare.
Venne a sua volta eletto direttore del NICAP Keyhoe. Organizzò mensilmente una newsletter, The U.F.O. Investigator, mentre altre autorevoli figure si unirono al consiglio di amministrazione: il Vice Ammiraglio Roscoe H. Hillenkoetter, ex Direttore della CIA e il Generale della U.S.Army, Alber Coady Wedemeyer
L'organizzazione disponeva di succursali e collegamenti locali disseminati per tutto il territorio degli Stati Uniti. Molti membri erano veri e propri appassionati, tra i quali vi era una consistente percentuale di professionisti, compresi giornalisti, personale militare, scienziati e medici. Uno dei principali obbiettivi del NICAP era una minuziosa e accurata investigazione dei rapporti sugli avvistamenti UFO, definiti dal Clark come "incontri del primo tipo".. Nel 1958, il NICAP crebbe fino a contare più di 5.000 membri. La gestione finanziaria di Keyhoe era poco più efficiente di quella di Brown, gestione che non gli impedì, nel corso degli anni, di rischiare più volte la bancarotta. Come direttore, Keyhoe inviò diverse lettere informali ai membri del NICAP, mettendoli sull'avviso dell'imminente collasso finanziario dell'organizzazione, e sollecitando fondi. Spesso, in accordo con Jerome Clark, Keyhoe pago con soldi personali diverse operazioni del NICAP.

### Anni sessanta
Con gli anni sessanta, crebbe la passione del pubblico Americano verso l'ufologia, e i membri del NICAP raggiunsero la ragguardevole cifra di 14.000 aderenti e questo afflusso di membri migliorò considerevolmente le finanze del gruppo. Nel 1962 Hillenkoetter lasciò il consiglio di amministrazione.
Nel 1964, il NICAP pubblicò il libro: The UFO Evidence, pubblicato da Richard H. Hall, un sommario di un centinaio di rapporti inspiegabili indagati gli investigatori del NICAP fino al 1963. Gli avvistamenti erano descritti con precisione, da specifiche categorie dei testimoni e da altre particolari evidenze. Per esempio, singoli capitoli erano riservati a testimonianze resa da personale militare, piloti ed esperti dell'aviazione, scienziati e ingegneri. Altri, invece erano riservati a dimostrare un evidente controllo intelligente sui mezzi osservati, mentre altri ponevano attenzione sulle evidenze fisiche o le interazioni degli effetti elettromagnetici: tracce radar, fotografie, suoni, effetti fisiologici, eccetera. Altre sezioni esaminavano i tracciati delle osservazioni, tra cui le descrizioni delle forme, dei colori, le manovre, il comportamento in volo e le concentrazioni di avvistamenti. Il libro è ancora oggi considerato una pietra miliare, una preziosissima e autorevole fonte di informazioni, per lo studio del fenomeno ufo.
Il NICAP inizialmente prestò aiuto nelle investigazioni, nel momento in cui l'USAF, in collaborazione con l'Università del Colorado, decise di formare tra il 1966 ed il 1968 il Condon Committee, per studiare il fenomeno UFO, ma ben presto Keyhole si rese conto del limitato ruolo che aveva il suo gruppo in tale collaborazione. Formalmente il NICAP agli inizi del 1968 era indipendente dal Condon Commitee. L'interesse della pubblica opinione verso l'ufologia venne pesantemente compromessa, a causa di un rapporto del Gruppo del Condon, in cui si concludeva che non vi era nulla di straordinario riguardo agli avvistamenti UFO, causando una emorragia di 5.000 membri del NICAP. L'anno 1960 vide l'ultimo sforzo di una certa rilevanza con due monografie: Stange Effect from UFOs e UFOs : A New Look.
Il numero di aderenti al NICAP crollò bruscamente verso la fine degli anni sessanta, e Keyhoe si trovò a fronteggiare la sua incompetenza finanziaria. L'attenzione di Keyhoe dal 1969 in poi si rivolse non più ai militari, ma verso la CIA, quale sorgente di informazioni del cover up sugli UFO. Dal dicembre 1969 il consiglio di amministrazione del NICAP diretto dal colonnello
Joseph Bryan III impose a Keyhoe le dimissioni. Bryan venne sospettato essere in realtà, un agente della CIA sotto copertura, e fondatore e direttore della divisione di guerra psicologica della CIA. Sotto la guida di Bryan, il NICAP sciolse i suoi gruppi locali e affiliati.. Successivamente, venne nominato direttore John L.Acuff.

### Anni settanta
I membri del NICAP continuarono a calare sia sotto la direzione di Acuff, che nella successiva, di Alan Hall. Da quel momento, l'organizzazione venne di fatto paralizzata a causa di lotte intestine, anche a causa di un non dimostrato coinvolgimento della CIA e di suoi agenti infiltrati. I motivi di questa affiliazione sono stati poi oggetto di accesi dibattiti.
Solo Joseph Bryan III, colonnello in pensione dell'USAF, fu sospettato essere un infiltrato della CIA. Suo figlio C.D.B. Bryan, scrittore, rigettò tale ipotesi, suggerendo che "Chiunque conosca la storia del NICAP sa che quel gruppo non aveva bisogno di qualcuno che lo aiutasse a scomparire ; si è semplicemente autodistrutto". Riguardo al coinvolgimento di suo padre quale presunto infiltrato della CIA, Bryan scrive: "La lealtà di mio padre non è da mettere in dubbio, e provo a volte imbarazzo per questo ... ma non credo che potesse aver assunto una posizione pubblica tale, allo scopo di soffocare l'interesse verso l'Ufologia".. Il 1980 vide l'ultima newsletter del NICAP e l'organizzazione di sciolse ufficialmente un anno più tardi. L'archivio di tutti gli avvistamenti UFO venne acquistato successivamente dal CUFOS (Center for UFO Studies).

## Citazioni nella cultura di massa
- Nella serie televisiva X-Files si fanno occasionali riferimenti al NICAP. I più degni di nota sono l'episodio della prima stagione Fallen Angel e, della quarta stagione, Tempus Fugit/Max, dove uno dei protagonisti è un membro del NICAP.